# Trčova
Trčova este o localitate din comuna Maribor, Slovenia, cu o populație de 687 de locuitori.